# Arrondissement de Wassy
L'arrondissement de Wassy est une ancienne subdivision administrative française du département de la Haute-Marne créée le 17 février 1800 et supprimée le 10 septembre 1926. Il fut restauré en 1940 et la sous-préfecture déplacée à Saint-Dizier.

## Composition
Il comprenait les cantons de Chevillon, Donjeux (Doulaincourt-Saucourt), Doulevant-le-Château, Joinville, Montier-en-Der, Sailly (Poissons), Saint-Dizier et Wassy.

## Sous-préfets
| Période           | Période           | Identité                        | Fonction précédente                                    | Observation                                                         |
| ----------------- | ----------------- | ------------------------------- | ------------------------------------------------------ | ------------------------------------------------------------------- |
|                   |                   |                                 |                                                        |                                                                     |
| 6 juin 1840       | 15 août 1843      | Louis Jeanin                    | Sous-préfet de Brioude                                 | Nommé sous-préfet de Châteaudun                                     |
|                   |                   |                                 |                                                        |                                                                     |
| 16 mars 1853      | 25 juillet 1855   | Adolphe Loreilhe de lestaubière |                                                        | Nommé sous-préfet de Limoux                                         |
|                   |                   |                                 |                                                        |                                                                     |
| 7 juillet 1879    | 17 novembre 1880  | François Sigaudy                | Sous-préfet de Sarlat                                  | Nommé sous-préfet de Carpentras                                     |
| 17 novembre 1880  |                   | Alphonse Wapler                 |                                                        | Mort en fonction                                                    |
|                   |                   |                                 |                                                        |                                                                     |
| 9 juillet 1890    | 22 décembre 1891  | Mathieu Reynard                 | Sous-préfet de Saint-Yrieix                            | Mis en disponibilité sur sa demande                                 |
| 22 décembre 1891  | 13 septembre 1897 | François Lasserre               | Chef de cabinet du préfet du Rhône                     | Nommé sous-préfet de Saint-Gaudens                                  |
| 13 septembre 1897 | 15 janvier 1906   | Louis Levé                      | Conseiller de préfecture de la Haute-Loire             | Nommé sous-préfet de Sarlat                                         |
| 15 janvier 1906   | 24 janvier 1906   | André Dumas                     | Sous-préfet de Barbezieux                              | Nommé sous-préfet de Châteaulin                                     |
| 24 janvier 1906   | 20 novembre 1907  | Louis Levé                      | Sous-préfet de Sarlat                                  | Nommé sous-préfet de Lunéville                                      |
| 20 novembre 1907  | 30 novembre 1908  | Jules Laurent                   |                                                        | Nommé rédacteur principal à la préfecture de la Seine               |
| 30 novembre 1908  | 30 novembre 1908  | Pierre Toustain                 |                                                        | Nommé conseiller de préfecture de la Haute-Vienne                   |
| 30 novembre 1908  | 15 octobre 1912   | Charles Escande                 | Secrétaire général de la préfecture de la Haute-Loire  | Nommé sous-préfet d'Avranches                                       |
| 15 octobre 1912   | 12 janvier 1914   | Émile Cleiftie                  | Sous-préfet de Lavaur                                  | Remplacé                                                            |
| 12 janvier 1914   | 4 janvier 1916    | Francis Petit                   | Conseiller de préfecture de Seine-et-Oise              | Nommé secrétaire général de la préfecture de l'Oise                 |
| 27 janvier 1916   | 15 décembre 1917  | Charles Mathiot                 | Sous-préfet de Bar-sur-Aube pour la durée de la guerre | Nommé sous-préfet de Château-Thierry                                |
| 10 février 1918   | 10 mars 1918      | Louis Gilbert                   | Mobilisé pour la guerre                                | Nommé sous-préfet de Neufchâteau                                    |
| 10 mars 1918      | 19 novembre 1918  | Maurice Moyon                   | Conseiller de préfecture des Côtes-du-Nord             | Nommé sous-préfet de Rocroi                                         |
|                   |                   |                                 |                                                        |                                                                     |
| 3 mars 1919       | 29 octobre 1919   | Pierre Agoustenc                |                                                        | Mis en disponibilité sur sa demande                                 |
| 29 octobre 1919   | 29 octobre 1919   | Georges Suard                   | Mobilisé pour la guerre                                | Non installé. Devient conseiller référendaire à la Cour des Comptes |
| 29 octobre 1919   | 22 septembre 1926 | Fernand Vatin                   | Secrétaire général de la préfecture des Vosges         | Nommé sous-préfet, rattaché à la préfecture la Haute-Marne          |

## Liens
Organisation administrative de l'Empire dans l'almanach impérial pour l'année 1810